# Mnogo sjuma iz nitjego
Mnogo sjuma iz nitjego (russisk: Много шума из ничего) er en sovjetisk spillefilm fra 1973 af Samson Samsonov.

## Medvirkende
- Galina Jovovitj - Beatrice
- Konstantin Rajkin - Benedicto
- Tatjana Vedenejeva - Gero
- Leonid Trusjkin - Claudio
- Boris Ivanov - Leonato